# Paul-Eugène Lequeux
Paul-Eugène Lequeux (* 10. August 1806 in Paris; † 12. Juli 1873 in Le Mont-Saint-Michel) war ein französischer Architekt.
Lequeux war Schüler von Auguste Guenepin und Louis Pierre Baltard. 1834 gewann er den Prix de Rome. Da er zu diesem Zeitpunkt bereits verheiratet war, trat er den mit dem Preis verbundenen Romaufenthalt jedoch nicht an. Sein Schwager Victor Baltard verschaffte ihm eine Stelle als Architekt der Stadt Paris, später wurde er auch Architekt von Sceaux und Saint-Denis.
Er erbaute u. a. die Unterpräfektur von Saint-Denis, die Rathäuser von Montmartre, Puteaux und Saint-Ouen sowie die Kirchen von Villette und Villetaneuse und die Pariser Kirche Notre-Dame-de-Clignancourt (1863). Weiterhin erweiterte er die Pariser Kirche Sainte-Marie des Batignolles um zwei Seitenschiffe und restaurierte die Parochialkirche Notre-Dame-de-Pitié in Puteaux.
Lequeux unterrichtete an der École des Beaux-Arts, wo Jules Bouchet zu seinen Schülern zählte.